# Мегиш, Феликс
Феликс Меги́ш (фр. Félix Mesguich; 16 сентября 1871, Алжир — 25 апреля 1949, Париж) — французский кинооператор, один из первых кинорепортёров.

## Биография
Служил в войсковой части зуавов. В начале 1896 года был нанят Перриго, помощником братьев Люмьер, для съёмок в Лионе. Во второй половине 1896 года входил в группу сотрудников Люмьеров, отправленных в США для пропаганды кинематографа. После того, как миссия Люмьеров, первоначально имевшая большой успех, начала сталкиваться с ожесточённой конкуренцией, Мегиш вернулся во Францию через Канаду, сняв по дороге Ниагарский водопад, и в 1897 года отправился в Россию.
Прибыв в Одессу 13 ноября, Мегиш вскоре добрался до Ялты, где продемонстрировал фильмы Люмьеров Николаю II, и через Москву и, возможно, Нижний Новгород прибыл в Санкт-Петербург, где снял знаменитую куртизанку Каролину Отеро, танцующую Valse Brillante. Демонстрация фильма на танцевальной площадке петербургского театра «Аквариум» вызвала скандал со стороны танцевавшего с Отеро офицера, увидевшего в этом приравнивание его к танцорам мюзик-холла и оскорбление офицерской чести, и Мегиш был выслан из России.
Осенью 1898 года Мегиш вернулся в Париж и некоторое время занимался съёмками первых в истории кино рекламных клипов (для лако-красочной фирмы «Ripolin» и для компании, эксплуатирующей спальные вагоны). В 1900 году Мегиш отправился в гастрольную поездку по Франции, Германии, Австрии и Швейцарии, демонстрируя везде фильмы Клемана-Мориса с участием Сары Бернар. В дальнейшем Мегиш окончательно перешёл на репортажную киносъёмку. В 1901 году снимал похороны королевы Виктории, в следующем году — коронацию её сына Эдуарда VII. В 1905 году Мегиш вновь оказался в России — в начале революционных событий. В 1906 году Мегиш снимал неофициальные Летние Олимпийские игры в Афинах. В 1908 году, как утверждается[кем?], Мегиш осуществил первую в мире съёмку с борта самолёта, поднявшись в воздух на аэроплане Уилбера Райта. В 1909—1910 годах он совершил мировое турне, включавшее Индию, страны Индокитая, Китай и Японию.

## Мемуары
- Tours de manivelle. — Paris: Grasset, 1933.